# Poison Ivy (película)
Poison Ivy (en español Hiedra venenosa) es una película estadounidense de suspenso y drama dirigida por Katt Shea y protagonizada por Drew Barrymore, Sara Gilbert y Tom Skerrit. Fue estrenada el 8 de mayo de 1992.

## Sinopsis
Cooper (Sara Gilbert) es una introvertida alumna de bachillerato cuya rebeldía refleja conflictos dentro de su acomodada familia. Su padre (Tom Skerrit) es un ejecutivo de televisión cuya carrera profesional está en declive. Y su madre (Cheryl Ladd), en otro tiempo bellísima, ahora está enferma. Una misteriosa y encantadora joven, Ivy (Drew Barrymore), se hace amiga de Cooper y la utiliza para ganarse también a sus padres. Ivy comienza a tejer una red de engaños sobre toda la familia.

## Reparto
- Drew Barrymore como Ivy.
- Sara Gilbert como Sylvie Cooper
- Tom Skerritt como Darryl Cooper.
- Cheryl Ladd como Georgie Cooper.
- Alan Stock como Bob.
- Jeanne Sakata como Isabelle.
- Billy Zane como James.
- Leonardo DiCaprio como Guy.

## Premios

### Festival Sundance[1]
| Año  | Categoría              | Nombre    | Resultado |
| ---- | ---------------------- | --------- | --------- |
| 1992 | Grand Jury Prize Drama | Katt Shea | Nominada  |

### Independent Spirit Awards
| Año  | Categoría               | Nombre       | Resultado |
| ---- | ----------------------- | ------------ | --------- |
| 1993 | Mejor actriz de soporte | Sara Gilbert | Nominada  |